# Trypanosoma grayi
Trypanosoma grayi – kinetoplastyd z rodziny świdrowców należący do królestwa protista.
Pasożytuje w osoczu krwi krokodyla nilowego (Crocodylus niloticus), jest przenoszony przez muchy z rodzaju tse-tse takie jak: Glossina palpalis. Osiąga długość ciała około 90 µm.